# Велика Гоба
Велика Гоба (словен. Velika Goba) — поселення в общині Літія, Осреднєсловенський регіон, Словенія. Висота над рівнем моря: 712,2 м.